# John Adam (administrateur)
John Adam (4 mai 1779 - 4 juin 1825) est un administrateur britannique en Inde, servant comme gouverneur général par intérim de la Compagnie britannique des Indes orientales en 1823.

## Biographie
Fils aîné de William Adam de Blair Adam, il est né le 4 mai 1779 et fait ses études à Charterhouse School. Il reçoit un titre d'écrivain sur l'établissement du Bengale en 1794; et, après un an à l'Université d'Édimbourg, débarque à Calcutta en Inde en février 1796 to work for the East India Company. pour travailler pour la Compagnie des Indes orientales,.
La majeure partie de la carrière d'Adam se déroule au secrétariat. Il est secrétaire privé et politique du marquis de Hastings, qu'il accompagne sur le terrain pendant la troisième guerre anglo-maratha. En 1817, il est nommé par la cour des directeurs membre du conseil. En 1819, il devient membre du Conseil suprême de l'Inde.
En tant que membre principal du conseil, Adam devient gouverneur général par intérim de l'Inde au départ de Lord Hastings en janvier 1823. Il reste sept mois en fonction, jusqu'à l'arrivée de Lord Amherst en août de la même année. Il décide la suppression de la liberté de la presse anglaise en Inde. James Silk Buckingham a créé le Calcutta Journal, qui publiait des commentaires sévères sur le gouvernement. Adam annule le permis de résidence de Buckingham en Inde et adopte des règlements limitant la critique des journaux. Buckingham fait appel à la cour des propriétaires à la maison, à la Chambre des communes, et au Conseil Privé ; mais l'action d'Adam est soutenue par chacun de ces trois corps. Un autre acte impopulaire du poste de gouverneur général d'Adam est de retirer le soutien officiel de la société bancaire Palmer, qui a acquis une grande influence auprès du Nizam d'Hyderabad.
Adam s'approprie également des fonds publics pour encourager l'éducation des Indiens. Sa santé se détériore et il quitte son emploi et part en mars 1825. Après un voyage à Bombay, et une visite à Almora dans le bas Himalaya, il embarque sur un bateau pour le ramener chez ses parents en Grande-Bretagne. Il meurt au large de Madagascar le 4 juin 1825. Il est enterré en mer mais il est commémoré dans le tombeau familial de Greyfriars Kirkyard à Édimbourg,. Un monument funéraire est également érigé en 1827 dans la cathédrale de Calcutta, maintenant connue sous le nom d'église Saint-Jean.